# Majski (Rejon brahiński)
Majski (biał. Майскі, Majski, ros. Майский, Majskij) – osiedle na Białorusi, w obwodzie homelskim, w rejonie brahińskim, w sielsowiecie uhłowskim. W 1921 roku w miejscu obecnego osiedla nie było żadnych zabudowań.